# Wilhelm Anton Ficker

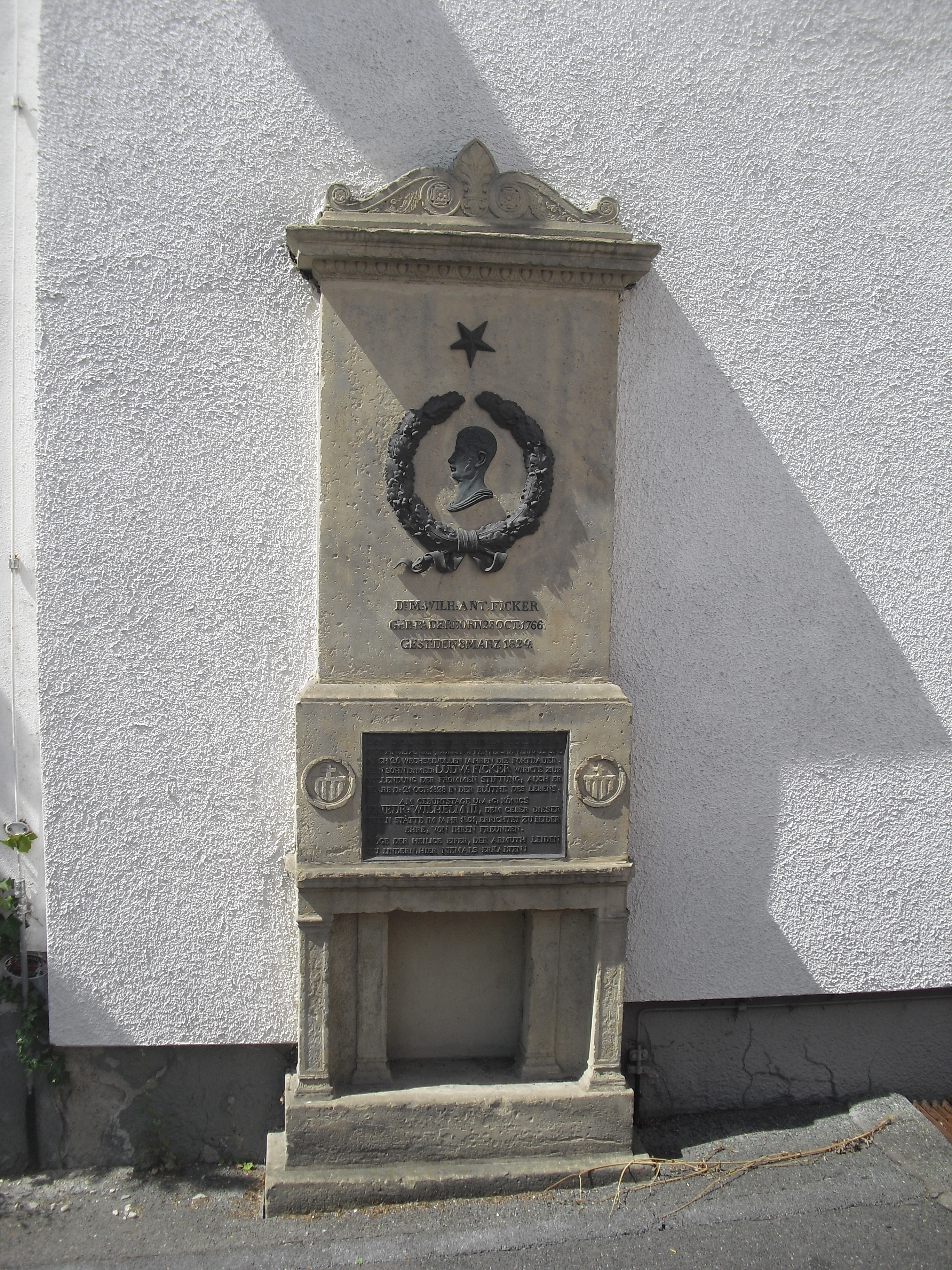
Denkmal am Landeshospital in Paderborn 2012

Wilhelm Anton Ficker (* 28. Oktober 1768 in Paderborn; † 8. März 1824 ebenda) war ein deutscher Mediziner.

## Leben
Wilhelm Anton Ficker war der jüngste Sohn von Ferdinand Wilhelm Ficker († 1768), Kanzelist und Sekretär bei der fürstbischöflichen Hofkammer und dessen Frau Anna Katharina Orbans († 1784). Er besuchte das Gymnasium Paderborn und das Gymnasium Osnabrück und begann anschließend ein Medizin-Studium an der Universität Münster und setzte dieses an der Universität Göttingen fort. In Göttingen erhielt er 1791 für seine Abhandlung De temperamentis quatenus ex fabrica corporis et structura pendentI einen, von der medizinischen Fakultät gestifteten Preis. 1792 erhielt er für seine Dissertation De tracheotomia et oesophagotomia den Titel Dr. med. an der medizinischen Fakultät der Universität Erfurt.
Um sich auf seine zukünftige Aufgabe als Oberwundarzt und Leiter der Chirurgie vorzubereiten, unternahm er nach dem Studium von 1792 bis 1794 mehrere Reisen in das österreichische Wien, nach Würzburg und diente als Feldarzt in verschiedenen preußischen Feldlazaretten. Im Mai 1794 kehrte er nach Paderborn zurück und übernahm das von seinem damaligen Landesherrn, Fürstbischof Franz Egon von Fürstenberg, bestimmte Amt als Oberlandwundarzt und Geburtshelfer, hierfür erhielt er 1796 den Titel eines Professor der Chirurgie mit einer damit verbundenen Gehaltszulage und wurde zum Hebammenlehrer befördert.
Mit freiwilliger finanzieller Unterstützung der Landstände und der Bevölkerung konnte er 1797 eine Krankenanstalt für Unvermögende errichten und betreiben, das durch seine Bemühungen beständig erweitert und 1824 durch den König Friedrich Wilhelm IV. mit einem bestimmten Grundbesitz versehen wurde. Dieser Einrichtung, die zu seiner Zeit 4.659 Kranke behandelte und in der verschiedene Wundärzte ausgebildet wurden, stand er bis zu seinem Tod als Direktor und Arzt unentgeltlich vor; er setzte sich auch als Mitglied des Stadtrates für die Armenpflege in Paderborn ein.
Ebenfalls setzte er sich für die Verbreitung der Pockenimpfung ein und belehrte hierzu die Impfärzte. Hinzu kam noch die Ausbildung und der Unterricht der Hebammen, die er ebenfalls bis zu seinem Tod ausbildete.
Seit 1809 war er als Brunnenarzt in Driburg tätig.
Weil er seine ins Leben gerufenen Werke nicht verlassen wollte, lehnte er verschiedene Anwerbungen ab, so wurde ihm beispielsweise die Stelle des ersten Arztes im Krankenhaus in Kassel angeboten. 1810 lehnte er die Berufung als Professor der Chirurgie und der chirurgischen Klinik in Halle ab und 1816 hätte er Leibarzt in Detmold oder Regierungs- und Medizinalrat in Minden werden können.
Wilhelm Anton Ficker war verheiratet und hatte sechs Kinder. Sein Sohn, Ludwig Wilhelm Ficker, setzte sein Werk zwar fort, starb jedoch bereits am 21. Oktober 1828. Sein Enkel (Sohn von Ludwig Wilhelm Ficker) war der Historiker Julius von Ficker.

### Schriftstellerisches Wirken
1792 veröffentlichte er seine, in lateinischer Sprache erschienene, Inaugural-Dissertation Tracheotomie und Laryngotomie, die 1793 auch auf Deutsch erschien.
In Würzburg war er, während seines Aufenthaltes nach dem Studium, Mitarbeiter bei den Würzburger gelehrten Anzeigen und bei der oberdeutschen Literaturzeitung. 1796 gab er erstmals den Unterricht für Hebammen heraus, welches als Sonderdruck für den Erzstift Salzburg, Hochstift Paderborn und das Fürstentum Anhalt-Dessau ausgegeben wurde und später noch dreimal aufgelegt wurde. Ebenfalls in diesem Jahr gab er seinen ersten Band Beiträge zur Arzneiwissenschaft, Wundarznei- und Entbindungskunst heraus, dem im Jahr 1802 der zweite Band folgte. 1804 veröffentlichte er seinen ersten Band Aufsätze und Beobachtungen mit jedesmaliger Hinsicht auf die Erregungstheorie; 1806 gab er den zweiten Band heraus.
Er war weiterhin Mitarbeiter an der Medizinisch-Chirurgischen Zeitung und der Hallischen Literaturzeitung, lieferte viele Aufsätze für die Journale von Justus Christian Loder, Christoph Wilhelm Hufeland, Christian Friedrich Harleß, Karl von Graefe, Johann Bartholomäus von Siebolds Sammlung seltener und auserlesener chirurgischer Beobachtungen und Erfahrungen deutscher Ärzte und Wundärzte, für die Medizinischen Annalen und für Johann Heinrich Fenner von Fennebergs Taschenbuch für Gesundbrunnen und Bäder zum Gebrauche für Aerzte und Nichtärzte.
Seine Erfahrungen als Brunnenarzt in Driburg veröffentlichte er in zwei Jahresberichten im Driburger Taschenbuch 1811 und im Driburger Taschenbuch 1816, die in Paderborn erschienen.

## Mitgliedschaften
- 1806 wurde er korrespondierendes Mitglied der Medizinisch-Chirurgischen Josephinischen Akademie in Wien.
- 1821 ernannte ihn die Niederrheinische Gesellschaft für Natur- und Heilkunde und der Apothekerverein im nördlichen Deutschland zu ihrem Mitglied.

## Ehrungen, Auszeichnungen und Preise
- Er bekam von der Fürstin Pauline für seine, dem Fürstenhaus geleisteten, Dienste, 1803 den Charakter eines fürstlich lippischen Hofrates.
- 1806 erhielt Wilhelm Anton Ficker von der medizinisch-chirurgischen josephinischen Akademie in Wien für seine eingesandte Abhandlung Über die Hüftgelenkskrankheit anfangs einen Ermunterungspreis, dem später eine Preismedaille folgte. Die Abhandlung behandelte die Preisfrage Worin eigentlich das Uebel bestehe, welches unter dem sogenannten freiwilligen Hinken der Kinder bekannt ist; ob dagegen eine Heilung statt finde und durch welche Mittel sie erzielt werde? Er beteiligte sich an diesem Preiswettbewerb gemeinsam mit seinem Freund, dem Bremer Arzt Johann Abraham Albers, der ein eigenes Werk einsandte und hierfür auch ausgezeichnet wurde. Durch diese Schriften wurde die Aufmerksamkeit der Ärzte auf diese Krankheit gerichtet und zum Nutzen vieler Kranker in Deutschland bekannt gemacht.
- Zu seinen Ehren wurde 1831 am neuen Standort, im ehemaligen Kapuzinessenkloster an der Kisau, dem späteren Landeshospital, ein Denkmal errichtet.

## Schriften (Auswahl)
- Commentatio de temperamentis hominum quatenus ex fabrica corporis et structura pendent. Gottingae 1791.
- Dissertatio inauguralis medico-chirurgica de tracheotomia et laryngotomia. Erfordiae, Litteris Goerlingianis 1792.
- Tracheotomie und Laryngotomie. 1793.
- Über die Operation des Luftröhren- und Luftröhrenkopfschnitts. Hof: G. A. Grau, 1793.
- Beiträge zur Arzneiwissenschaft, Wundarzneykunst und Entbindungskunst. Münster, 1796.
- Unterricht für die Hebammen des Hochstifts Paderborn. Paderborn: Gedruckt bei Wilhelm Junfermann, 1796.
- Unterricht für die Hebammen des Erzstifts Salzburg. Salzburg, 1797.
- Unterricht für die Hebammen des Fürstentums Anhalt Dessau. Dessau: Heybruch, 1799.
- Aufsätze und Beobachtungen mit jedesmaliger Hinsicht auf die Erregungstheorie, Band 1 und Band 2. Hannover Hahn 1806.
- Medizinische Miszellen. Paderborn, Wesener, 1806.
- Beantwortung der Preisfrage: „Worin besteht eigentlich das Übel, das unter dem sogenannten freywilligen Hinken der Kinder bekannt ist? Findet dagegen eine Heilung statt, wann und wo findet sie statt, und durch welche Mittel wird sie erzielet?“. Joseph Geistinger, Wien, 1807.
- Driburger Taschenbuch, auf das Jahr 1811. Herausgegeben von W. A. Ficker. Paderborn, 1811.
- Driburger Taschenbuch, auf das Jahr 1816. Herausgegeben von W. A. Ficker. Paderborn, 1816.